# Wydział Sztuk Projektowych Politechniki Bydgoskiej im. Jana i Jędrzeja Śniadeckich
Wydział Sztuk Projektowych Politechniki Bydgoskiej im. Jana i Jędrzeja Śniadeckich – jeden z dziewięciu wydziałów Politechniki Bydgoskiej im. Jana i Jędrzeja Śniadeckich.

## Historia
Wydział został utworzony 1 stycznia 2022 roku, wskutek zarządzenia Rektora PBŚ, wydzielającego Katedrę Architektury Wnętrz z Wydziału Budownictwa, Architektury i Inżynierii Środowiska oraz Katedrę Wzornictwa z Wydziału Inżynierii Mechanicznej.

## Kierunki kształcenia
Dostępne kierunki:
- Architektura wnętrz (studia I i II stopnia)
- Komunikacja wizualna (studia I stopnia)
- Wzornictwo (studia I i II stopnia)

## Władze Wydziału
Od 1 stycznia 2022:
| Stanowisko                                     | Imię i nazwisko                   |
| ---------------------------------------------- | --------------------------------- |
| Dziekan                                        | dr hab. Romuald Fajtanowski       |
| Prodziekan ds. kształcenia i spraw studenckich | dr Dominika Muszyńska-Jeleszyńska |

## Struktura organizacyjna
Wydział jest podzielony na następujące jednostki organizacyjne:
| Katedra                       | Kierownik                     |
| ----------------------------- | ----------------------------- |
| Katedra Architektury Wnętrz   | dr hab. Katarzyna Tretyn      |
| Katedra Komunikacji Wizualnej | dr Iwona Jastrzębska-Puzowska |
| Katedra Wzornictwa            | dr Ewa Raczyńska-Mąkowska     |